# Highland Football League 1990–91
Highland Football League 1990–91 với đội vô địch là Ross County.
Bản mẫu:Bóng đá Scotland 1990–91